# 郭援
郭 援（かく えん、? - 202年）は、中国後漢時代末期の武将。袁尚配下の河東太守。叔父は鍾繇・鍾演。従兄弟は鍾毓・鍾劭・鍾会ら。

## 正史の事跡
202年に袁紹が死去すると、曹操はその子袁譚・袁尚を攻撃した。袁尚は曹操の後方を脅かすため、匈奴単于の呼廚泉に平陽で反乱を起こさせた上で、郭援と高幹に数万の軍勢で侵攻させた。この時、馬騰も曹操を裏切って袁譚らに内通しようとしていた。しかし、叔父の鍾繇は郭援の弱点を分析し、張既と傅幹に馬騰を説得させて味方に引き戻した。馬騰は馬超と龐徳に兵一万人余りを預け、鍾繇の援軍として派遣した（「鍾繇伝」・「張既伝」）。
郭援は平陽城を目指して進軍する道中で、絳邑以外の全ての城を降伏させた。しかし、絳邑県長の賈逵だけが籠城して抵抗した。郭援が呼廚泉を呼び出して激しく攻撃させると、絳の父老は賈逵を殺害しないことを条件に降伏を願い出てきた。郭援は賈逵の名声を聞き将軍に取り立てようと思い、脅迫して土下座させようとした。しかし賈逵が「賊に土下座する国家の長吏がおるか」と怒鳴ったため、郭援も怒って賈逵を殺そうとした。しかし、絳の官吏民衆が城壁に登り「約束を違えるなら共に死ぬだけだ」と叫んだ上に、郭援の側近たちの多くもが賈逵を義士であると言い、処刑を免れるよう請願したので取り止めた。賈逵は皮氏が河東郡の要衝であり、先に占拠したほうが制すると見ていた。そこで、郭援に包囲されると郡へ密かに使者を送り、「急いで皮氏に拠るべし」と告げさせていた。郭援は絳を降すと皮氏へ進軍しようとしたが、賈逵が計略を用いて郭援の参謀である祝奥を混乱させたので、七日間足止めされてしまった。河東郡の軍勢は、賈逵の言葉に従って先に皮氏を占拠したため、敗北を免れた（「賈逵伝」）。
その後、鍾繇・馬超・龐徳の関中軍と郭援・高幹の并州軍は、平陽において衝突した。汾水に至った郭援は、鍾繇の予想通りに関中連合を軽視し、并州連合諸将の諫言を無視して渡河しようとした。このため并州連合軍は、半分しか渡りきらないうちに関中連合軍の攻撃を受けることになった。郭援は乱戦の中で馬超を負傷させたが、龐徳に斬首された。また高幹と呼廚泉は降伏した。帰陣した龐徳が弓袋から郭援の首級を取り出すと、鍾繇が号泣したので龐徳は謝罪した。鍾繇は「郭援はわが甥とはいえ国賊です。貴公が謝る必要はありません」と答えたという（『魏略』）。

## 三国志演義
小説『三国志演義』には登場しない。